# Décathlon aux championnats du monde d'athlétisme 1983
Navigation
Rome 1987
Le concours du décathlon des championnats du monde d'athlétisme 1983 s'est déroulé les 12 et 13 août 1983 dans le Stade olympique d'Helsinki, en Finlande. Il est remporté par le Britannique Daley Thompson.
La préparation de Thompson, champion olympique en titre, avait été freinée par des blessures à l'aine et au dos. Le Britannique décide au dernier moment de participer à la compétition, son principal rival étant Jürgen Hingsen, qui a établi un nouveau record du monde plus tôt dans la saison. Thompson remporte les deux premières épreuves et vire en tête à l'issue de la première journée, avec 120 points d'avance sur Hingsen. Le lendemain, l'Allemand améliore ses records personnels à la perche et au javelot, mais doit battre Thompson de 22 secondes sur la dernière épreuve, le 1 500 m. Finalement le Britannique ne concède que 8 secondes à Hingsen et remporte le titre avec 8 666 pts. Il devient le premier décathlonien à détenir simultanément les titres de champion olympique, champion du monde et champion d'Europe.
L'Ouest-Allemand Siegfried Wentz, auteur d'une bonne deuxième journée lors de laquelle il remporte le 110 m haies et le javelot, complète le podium.

## Médaillés
| Or             | Argent         | Bronze          |
| Daley Thompson | Jürgen Hingsen | Siegfried Wentz |

## Résultats
Les points ont été calculés d'après les tables de cotation de 1971.
| Rang               | Athlète              | Pays                 | Total     | 100 m   | Long.  | Poids   | Haut.  | 400 m   | 110 m h. | Disque  | Perche | Jav.    | 1 500 m       |
| ------------------ | -------------------- | -------------------- | --------- | ------- | ------ | ------- | ------ | ------- | -------- | ------- | ------ | ------- | ------------- |
| Médaille d'or      | Daley Thompson       | Royaume-Uni          | 8 666 pts | 10 s 60 | 7,88 m | 15,35 m | 2,03 m | 48 s 12 | 14 s 37  | 44,46 m | 5,10 m | 65,24 m | 4 min 29 s 72 |
| Médaille d'argent  | Jürgen Hingsen       | Allemagne de l'Ouest | 8 561 pts | 10 s 95 | 7,75 m | 15,66 m | 2,00 m | 48 s 08 | 14 s 36  | 43,30 m | 4,90 m | 67,42 m | 4 min 21 s 59 |
| Médaille de bronze | Siegfried Wentz      | Allemagne de l'Ouest | 8 478 pts | 10 s 94 | 7,24 m | 15,11 m | 2,00 m | 48 s 09 | 14 s 13  | 44,98 m | 4,70 m | 75,08 m | 4 min 28 s 52 |
| 4                  | Uwe Freimuth         | Allemagne de l'Est   | 8 433 pts | 11 s 05 | 7,43 m | 15,25 m | 2,00 m | 48 s 23 | 14 s 89  | 48,64 m | 4,80 m | 70,48 m | 4 min 28 s 61 |
| 5                  | Stephan Niklaus      | Suisse               | 8 212 pts | 10 s 96 | 7,06 m | 14,88 m | 2,03 m | 48 s 12 | 15 s 06  | 48,74 m | 4,20 m | 73,94 m | 4 min 49 s 35 |
| 6                  | Aleksandr Nevskiy    | Union soviétique     | 8 201 pts | 11 s 07 | 7,20 m | 14,90 m | 2,00 m | 49 s 35 | 14 s 63  | 49,08 m | 4,20 m | 64,50 m | 4 min 19 s 90 |
| 7                  | Torsten Voss         | Allemagne de l'Est   | 8 167 pts | 10 s 69 | 7,48 m | 14,12 m | 2,03 m | 48 s 02 | 14 s 49  | 38,10 m | 4,60 m | 60,08 m | 4 min 31 s 19 |
| 8                  | Steffen Grummt       | Allemagne de l'Est   | 8 149 pts | 11 s 18 | 7,26 m | 16,14 m | 1,91 m | 48 s 97 | 14 s 61  | 46,98 m | 4,50 m | 64,54 m | 4 min 32 s 56 |
| 9                  | Guido Kratschmer     | Allemagne de l'Ouest | 8 096 pts | 10 s 86 | 7,35 m | 14,99 m | 1,94 m | 48 s 61 | 14 s 29  | 46,56 m | 4,60 m | 52,24 m | 4 min 36 s 43 |
| 10                 | Dariusz Ludwig       | Pologne              | 7 982 pts | 11 s 17 | 7,29 m | 13,77 m | 2,00 m | 49 s 84 | 15 s 33  | 43,90 m | 4,70 m | 62,00 m | 4 min 26 s 05 |
| 11                 | Trond Skramstad      | Norvège              | 7 827 pts | 11 s 20 | 6,90 m | 13,53 m | 2,00 m | 49 s 13 | 14 s 90  | 38,18 m | 4,50 m | 59,78 m | 4 min 18 s 18 |
| 12                 | Robert de Wit        | Pays-Bas             | 7 769 pts | 11 s 36 | 6,70 m | 12,73 m | 1,97 m | 49 s 46 | 14 s 76  | 42,28 m | 4,60 m | 59,70 m | 4 min 18 s 92 |
| 13                 | Martin Machura       | Tchécoslovaquie      | 7 639 pts | 11 s 17 | 7,27 m | 14,45 m | 2,00 m | 50 s 24 | 16 s 23  | 48,08 m | 4,40 m | 56,28 m | 4 min 56 s 76 |
| 14                 | Conny Silfver        | Suède                | 7 527 pts | 11 s 41 | 6,64 m | 14,80 m | 1,91 m | 51 s 55 | 15 s 00  | 41,70 m | 4,40 m | 60,08 m | 4 min 36 s 94 |
| 15                 | Thrainn Hafsteinsson | Islande              | 7 356 pts | 11 s 73 | 6,53 m | 13,80 m | 1,82 m | 50 s 47 | 15 s 81  | 48,58 m | 4,10 m | 56,28 m | 4 min 22 s 72 |
| 16                 | Joško Vlašić         | Yougoslavie          | 7 329 pts | 11 s 55 | 6,99 m | 13,33 m | 1,85 m | 51 s 01 | 15 s 01  | 39,28 m | 4,00 m | 58,46 m | 4 min 29 s 25 |
| 17                 | Ángel Díaz           | Guatemala            | 6 239 pts | 11 s 65 | 6,37 m | 8,98 m  | 1,91 m | 52 s 01 | 16 s 15  | 25,70 m | 3,50 m | 50,90 m | 4 min 29 s 42 |
| 18                 | Niulolo Pelesikoti   | Tonga                | 5 332 pts | 11 s 80 | 6,47 m | 10,76 m | 1,67 m | 53 s 13 | 16 s 65  | 33,70 m | 3,40 m | NM      | 5 min 08 s 32 |
|                    |                      |                      |           |         |        |         |        |         |          |         |        |         |               |
| —                  | Harri Sundell        | Finlande             | DNF       | 11 s 11 | 7,23 m | 13,95 m | 2,06 m | 49 s 49 | 14 s 72  | 42,10 m | 4,30 m | NM      | DNS           |
| —                  | Claudio Escauriza    | Paraguay             | DNF       | 11 s 41 | 6,77 m | 13,23 m | 1,85 m | 52 s 98 | 17 s 77  | 38,74 m | 4,00 m | DNS     |               |
| —                  | John Crist           | États-Unis           | DNF       | 11 s 42 | 6,76 m | 12,89 m | 1,88 m | 51 s 67 | DNF      | 42,02 m | DNS    |         |               |
| —                  | Konstantin Akhapkin  | Union soviétique     | DNF       | 11 s 02 | 7,44 m | 13,73 m | 1,94 m | 49 s 43 | DNF      | DNS     |        |         |               |
| —                  | Grigoriy Degtyaryev  | Union soviétique     | DNF       | 11 s 01 | 7,41 m | 15,03 m | NM     | DNS     |          |         |        |         |               |
| —                  | Mark Anderson        | États-Unis           | DNF       | 11 s 39 | 6,83 m | 13,61 m | DNS    |         |          |         |        |         |               |
| —                  | Ahmed Mahour Bacha   | Algérie              | DNF       | 11 s 64 | 6,69 m | NM      | DNS    |         |          |         |        |         |               |

## Légende
Records et Performances
- AR : Record continental (area record)
- CR : Record des championnats (championship record)
- MR : Record du meeting (meet record)
- NR : Record national (national record)
- OR : Record olympique (olympic record)
- PR : Record paralympique (paralympic record)
- PB : Record personnel (personal best)
- SB : Meilleure performance personnelle de la saison (season's best)
- WL : Meilleure performance mondiale de l'année (world leader)
- WJR : Record du monde junior (world junior record)
- WR : Record du monde (world record)

Circonstances et Conditions
- DNF : N'a pas terminé (did not finish)
- DNS : N'a pas pris le départ (did not start)
- DQ : Disqualification (disqualification)
- NM : Aucun essai valable enregistré (No Mark)
- Q : Qualifié « directement » au prochain tour (ou à la prochaine compétition), lors d'une compétition majeure, grâce au classement ou à la réalisation des minima (automatic qualifier)
- q : Qualifié au prochain tour (ou à la prochaine compétition), lors d'une compétition majeure, grâce au repêchage ou à la réalisation de l'une des meilleures performances parmi celles des « non qualifiés directement » (grâce au meilleur temps ou à la meilleure distance par exemple) (secondary qualifier)